# St. Michael (Engerda)

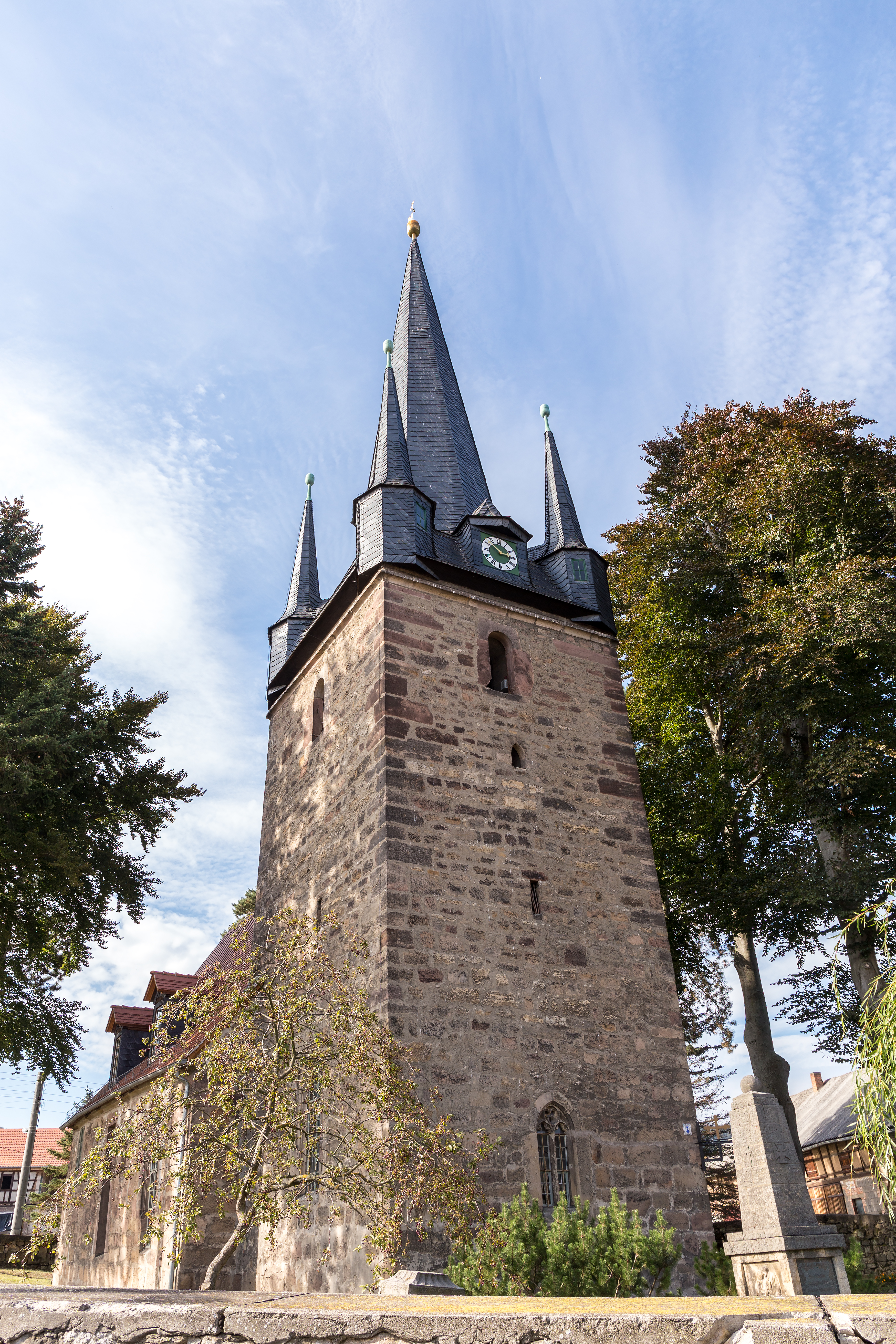
St. Michael in Engerda

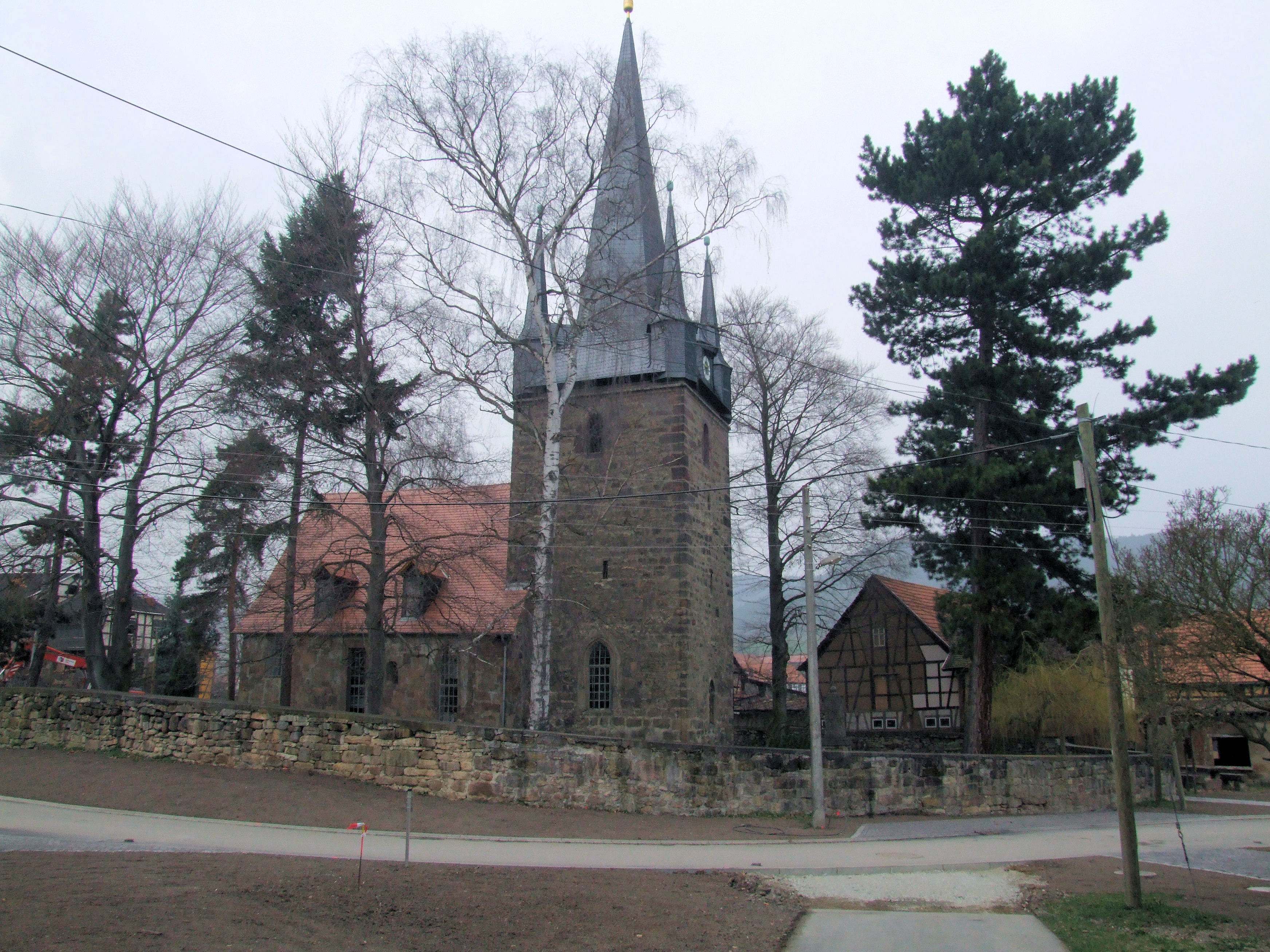
Gesamtansicht der Kirche

Die evangelische Dorfkirche St. Michael steht im Ortsteil Engerda der Gemeinde Uhlstädt-Kirchhasel im Landkreis Saalfeld-Rudolstadt in Thüringen auf einem mauerumfriedeten Gottesacker. 
In der Kirche steht die älteste Orgel von Justinus Ehrenfried Gerhard aus dem Jahr 1735.

## Geschichte
Die erstmals 1194 urkundlich erwähnte Kirche besitzt einen spitzen Turmhelm und vier kleine Ecktürmchen. Diese sind das Wahrzeichen der Kirche.
Das mit einem romanischen Saal ausgestattete Kirchenschiff besaß ursprünglich eine halbrunde Apsis als östlichen Abschluss. Sie musste dem Chorhaus weichen. Die Mauer mit ihren rechteckigen Quadersteinen ist älter als die mit Feldsteinen. 
Der Zugang zum Schiff lag zunächst im Norden. Die Gesimssteine der Kirchenschiffsmauer waren einst der obere Abschluss der Bauhöhe des romanischen Gebäudes. 1849 wurden die großen Fenster in der Süd- und Nordseite eingebrochen und eingesetzt. Die Sakristei wurde abgebrochen. Sie stand zwischen Turm und Schiff. Die ostseitigen Maßwerkfenster mit einem Dreipass im Kreis sind ebenso wie das Kreuzgratgewölbe des Altarraums ein Zeuge des Baus in der Mitte des 14. Jahrhunderts. Es gibt auch eine Inschriftplatte im Altarraum über Baumaßnahmen im Jahre 1519. Sicherlich war es der Beginn des Baues vom aufgesetzten Turm auf das hochgotische Chorhaus.
Hauptblickpunkt beim Betreten der Kirche ist der um 1350 durch einen Spitzbogen vom Kirchenschiff abgeteilte Altarraum, dessen Gewölbe und Fensterkanten rot gestrichen sind. Der Schlussstein im Gewölbe zeigt das Schweißtuch der Veronika mit Abdruck des Hauptes Christi.
Im Glockenstuhl des Turms befinden sich vier Glocken aus den Jahren 1493 und 1966.

## Altar
Der Flügelaltar auf dem Altar soll einst der wertvollste im Umkreis von Saalfeld gewesen sein. Die Predella wurde 1923 neu gefertigt. Die geschlossenen Flügel zeigen die Geburt Christi. Die erste Öffnung die zwölf Apostel mit dem Text des Glaubensbekenntnisses und die Sonntagseite Maria in der Mitte, links die heilige Barbara, Katharina und Benedikt von Nursia und rechts Michael, Bonifatius und Laurentius. Der in der Predella eingestellte Schrein enthält eine Pietà. 
1701 wurde eine neue Kanzel beschafft. 
1977 fand die letzte Restaurierung des Innenraums statt. An den Emporen sind Figuren angebracht.

## Gerhard-Orgel
Die 1735 erbaute Orgel mit Manual und zehn Registern ist ältestes Zeugnis der Orgelbaukunst von Justinus Ehrenfried Gerhard aus Lindig.